# Letopisy

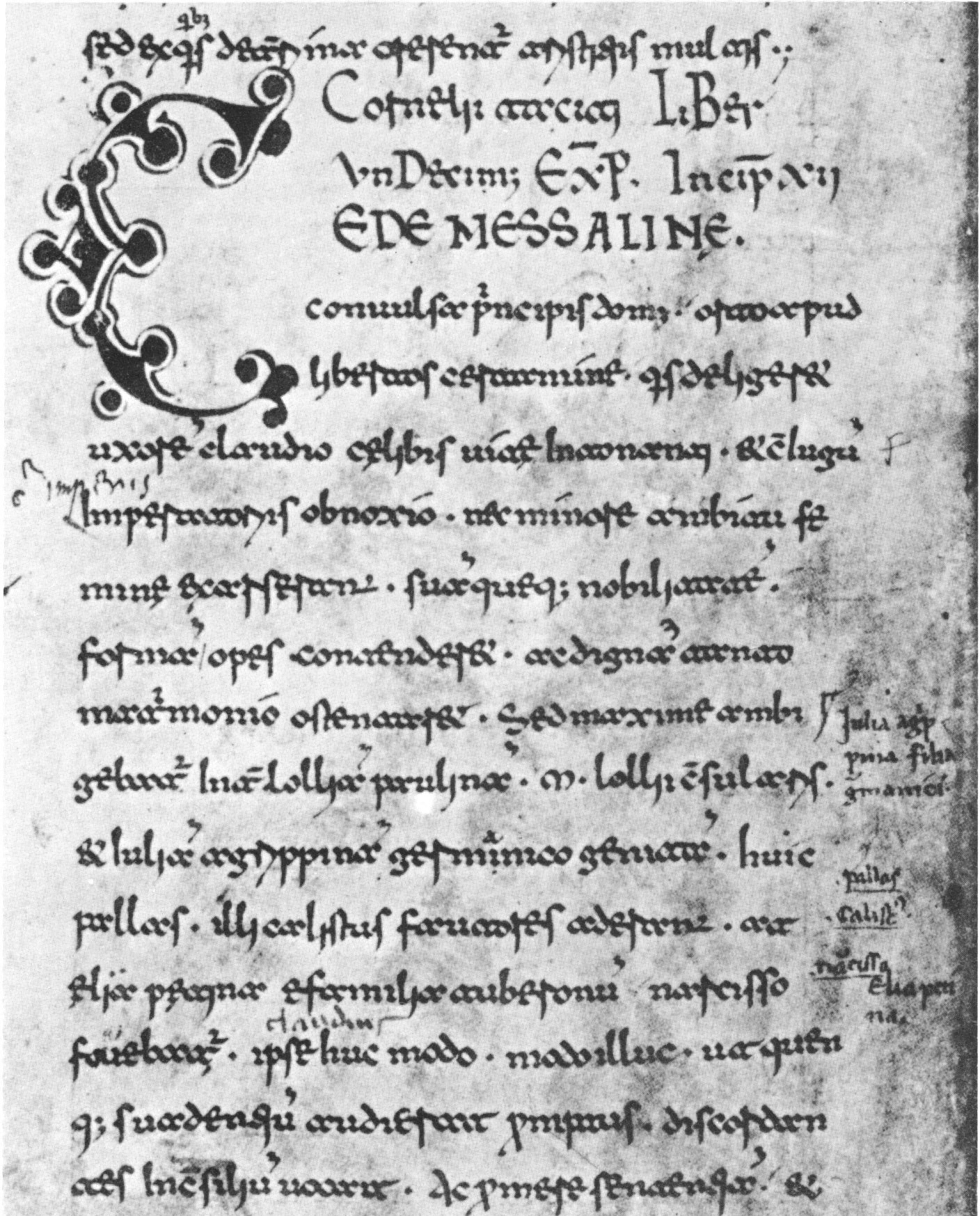
Tacitus, Letopisy, konec 11. knihy a začátek 12. knihy, v ms. Florencie, Biblioteca Medicea Laurenziana, Plut. 68,2, sv. 6v.

Letopis, letopisy neboli anály (z latinského annus – rok) jsou strukturované historické prameny, kde jsou dějiny zaznamenávány rok po roce. Na rozdíl od jiných historických pramenů nemívají literární ambice, často vznikaly spíš jako záznamy nějaké instituce, například kláštera. Za jejich základ se považují starořímské anály, které zaznamenávaly primárně posloupnost vysokých úředníků (například konzulů). Ve středověku se pak letopisy vyvinuly z původně velmi stručných poznámek vpisovaných mnichy do volného místa na okrajích tabulek pro výpočet data.